# Igreja de Santa María de África
Igreja de Santa María de África ou Santuário de Nossa Senhora da África é uma igreja católica romana na cidade de Ceuta, localizada em um pequeno exclave espanhol na costa norte da África.

## Lenda da origem da palavra Aleo

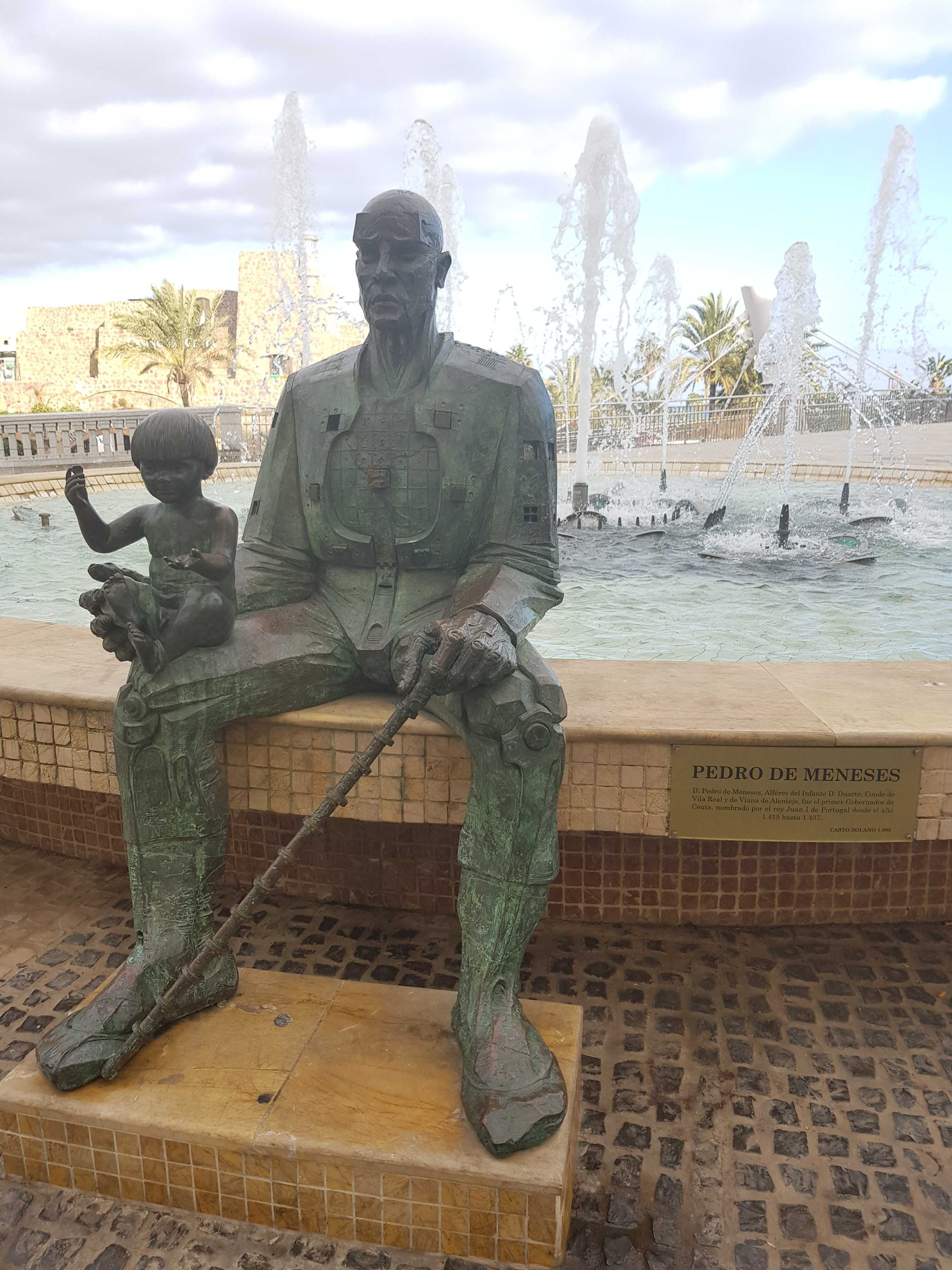
A escultura de Pedro de Meneses em Ceuta

Enquanto João I de Portugal estava investigando os governadores de Ceuta, depois de Conquista de Ceuta em 2 de setembro de 1415 (comemorado no Dia de Ceuta), o jovem Pedro estava por perto, jogando distraidamente choca (uma espécie de hóquei medieval) com um taco de zambujeiro ou Aleo (oliveira silvestre). O jovem Pedro de Meneses, 1.º Conde de Vila Real deu um passo à frente e se aproximou do rei com seu taco de jogo (aleo) na mão e lhe disse que, com apenas esse taco, ele poderia defender Ceuta de todo o poder do Marrocos. 
Como resultado dessa história, todos os futuros governadores portugueses de Ceuta receberiam um zambujeiro como símbolo de seu cargo após a investidura.
O aleo usado por Pedro é mantido na Igreja de Santa María de África em Ceuta, a estátua de Maria segura o aleo.
'Aleu' ou 'aleo' podem ser vistos no brasão de armas de Alcoutim e Vila Real, onde os descendentes de Pedro foram feitos conde de Alcoutim ou conde de Vila Real, respectivamente.

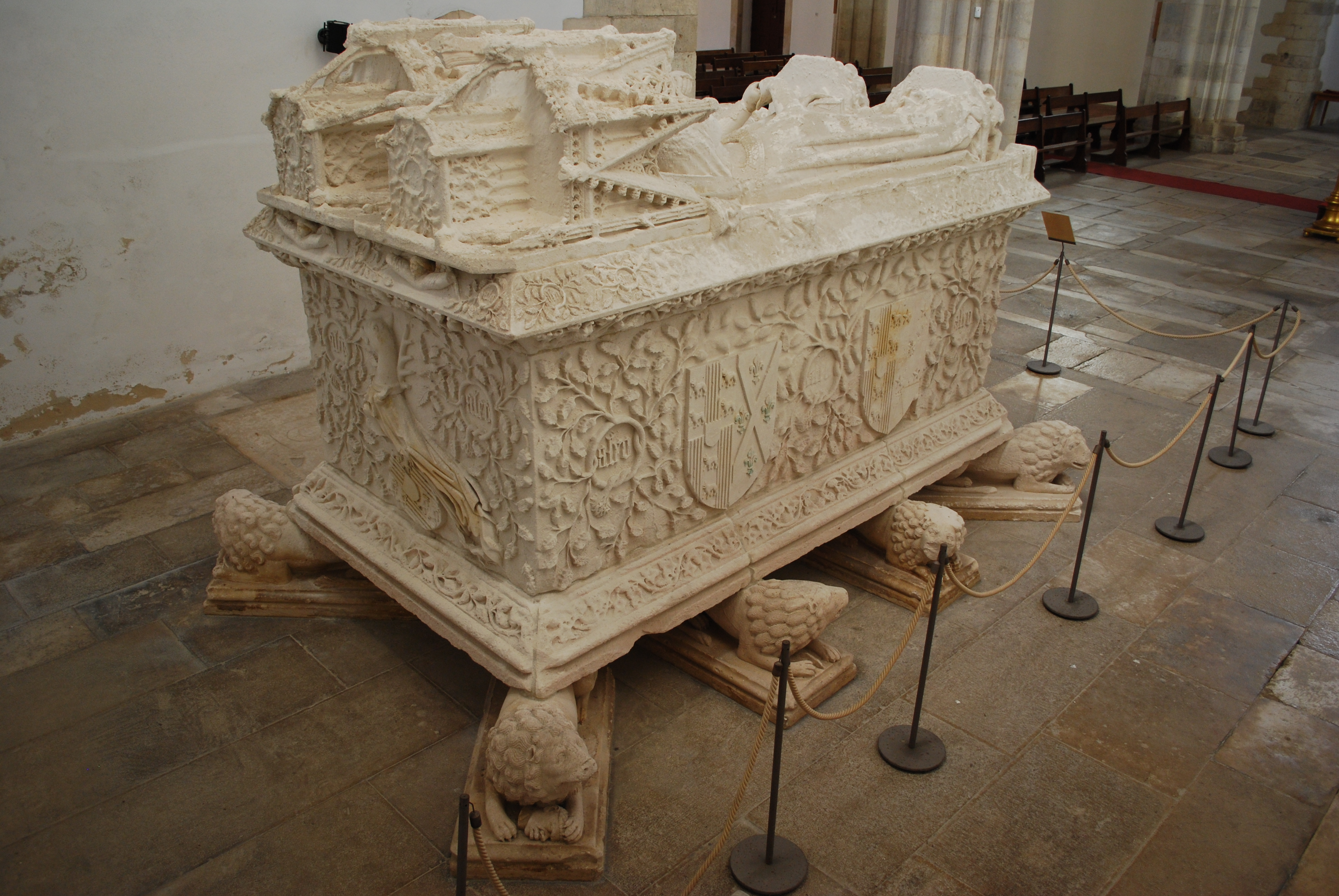
Escrito no túmulo de Pedro de Menezes aleo. Igreja da Graça (Santarém), Portugal